# The Prophecy (film 1913 Essanay)
The Prophecy è un cortometraggio muto del 1913. Il nome del regista non viene riportato nei credit del film.

## Trama
Accusato dell'omicidio di George Skinner, John Carlton si trova in carcere. Un chiromante profetizza a sua figlia Anita che la ragazza incontrerà un uomo che le ruberà il cuore. Costui è Ralph Peters, un commesso viaggiatore che, dopo aver riscosso un credito dal calzolaio Bert Sampson, si accorge di essere stato pagato con delle banconote false. Denunciato allo sceriffo, Sampson viene arrestato. Si scopre così che il vero assassino di Skinner era lui e Carlton, risultato innocente, viene rilasciato.

## Produzione
Il film fu prodotto dalla Essanay Film Manufacturing Company.

## Distribuzione
Distribuito dalla General Film Company, il film - un cortometraggio in una bobina - uscì nelle sale cinematografiche statunitensi il 7 maggio 1913. Pochi giorni dopo, il 13 maggio, usciva in sala anche un altro The Prophecy, prodotto dalla Edison Company.